# St. Antonius (Günne)

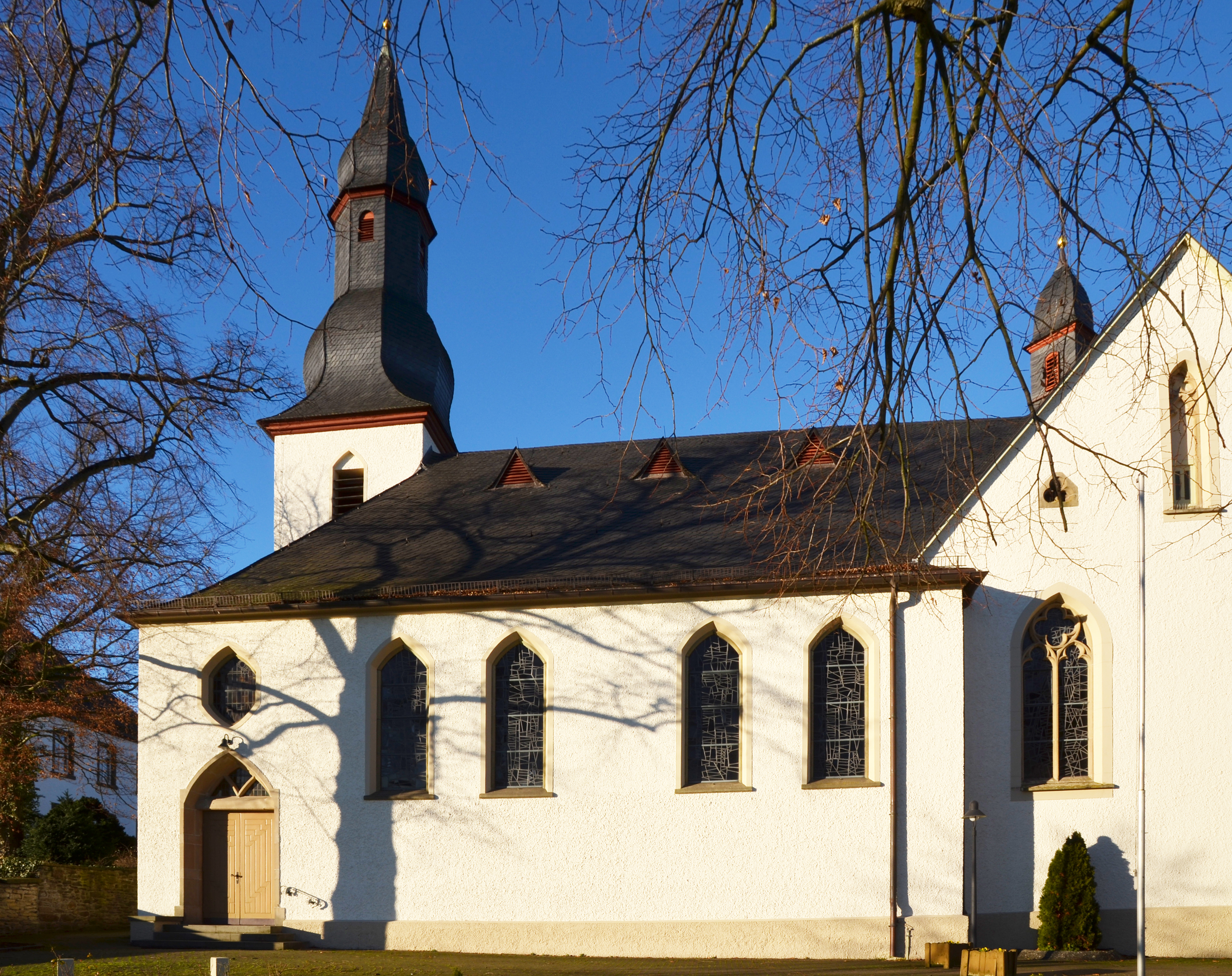
St. Antoniuskirche

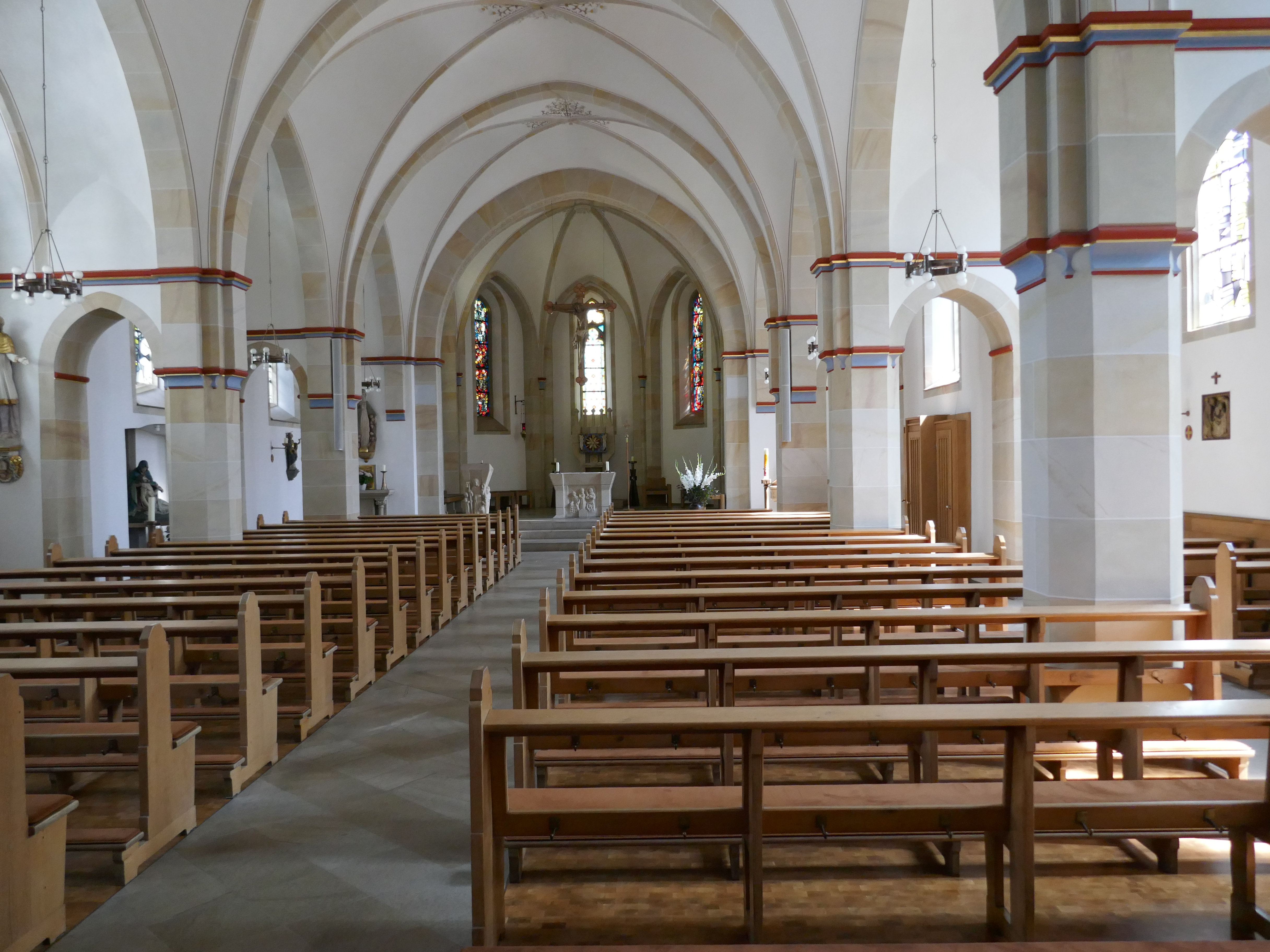
Innenansicht

Die katholische Pfarrkirche St. Antonius ist ein Kirchengebäude in Günne, einem Ortsteil der Gemeinde Möhnesee im Kreis Soest (Nordrhein-Westfalen).

## Geschichte und Architektur
Die neugotische, verputzte Hallenkirche mit 5/8-Schluss wurde in zwei Phasen errichtet. Der Westturm mit einer welschen Haube wurde in den Neubau des Langhauses eingebunden. Der Saal des 16. Jahrhunderts wurde 1897 durch Franz Mündelein und Friedrich Sirrenberg im Osten erweitert. Ein Neubau des Langhauses erfolgte 1937 unter der Leitung von Josef Ferber. Die breiten Mittelschiffe sind kreuzgratgewölbt, in die schmalen Nebenräume wurden Tonnengewölbe eingezogen.

## Ausstattung
- Ein Triumphkreuz des späten 17. Jahrhunderts. Es stammt aus Möhnesee-Brüningsen. Das Kreuz wurde erneuert.
- Vier Heiligenfiguren des 18. Jahrhunderts.

## Glocken
Im Jahre 1958 goss die Glockengießerei Petit & Edelbrock in Gescher vier Bronzeglocken für die Kirche:
- I. Christus-König-Glocke, Tonlage f′. „CHRISTUS VINCIT CHRISTUS REGNAT CHRISTUS IMPERAT.“
- II. Marienglocke, Tonlage as′. „SALVE REGINA MATER MISERICORDIAE.“
- III. Antoniusglocke, Tonlage b′. „ST. ANTONIUS PROTEGE GREGEM ET PASTOREM.“
- IV. St.-Agatha-Glocke, Tonlage c″. „ST. AGATHA ORA PRO NOBIS.“

Im Dachreiter hängt seit 1923 eine neue Kleppglocke in fis″, geweiht dem heiligen Josef.